# WWF加拿大冠軍
WWF加拿大冠軍（英語：WWF Canadian Championship），是隸屬於世界摔角娛樂的前身，也就是當時的世界摔角聯盟（WWF）的一冠軍項目，它於1985年成立，於1986年退役。
WWF加拿大冠軍於世界摔角聯盟接管國際摔角的蒙特婁分部後，國際摔角的巨星迪諾·普拉伯被世界摔角聯盟宣傳為各個加拿大的城市冠軍，因此迪諾·普拉伯為唯一一位獲得WWF加拿大冠軍的選手。直至1986年1月22日，WWF加拿大冠軍才正式退役。